# Springhill, South Staffordshire
Springhill är en by i Staffordshire i England. Byn är belägen 19,8 km 
från Stafford. Orten har 517 invånare (2015).